# Eois mediofusca
Eois mediofusca är en fjärilsart som beskrevs av Louis Beethoven Prout 1913. Eois mediofusca ingår i släktet Eois och familjen mätare. Inga underarter finns listade i Catalogue of Life.